# Colbury
Colbury est un petit village situé dans le  Parc national de New Forest, dans le comté du Hampshire, en Angleterre.

## Géographie

### Situation
Le village se trouve le long de Deerleap Lane, près du village moderne d' Ashurst.

## Toponymie
Le nom de Colbury est dérivé de l'anglais moyen pour « manoir de Cola ». Près de Colbury se trouve un domaine appelé Langley qui était détenu par « Cola the Hunter » dans le Domesday Book de 1086.

## Histoire
Le manoir de Colbury a été donné à l' Abbé de Beaulieu par Robert de Punchardon au XIIIe siècle. Un free warren (en) du manoir fut réalisé en 1359-60 au profit de l'abbé et du couvent de Beaulieu. Les abbés successifs sont restés bénéficiaires du manoir jusqu'à la dissolution de l'abbaye en avril 1538, quand il est passé à la Couronne. 
La propriété fut achetée en 1544 par John Mill et son fils John. L'aîné John mourut en 1551 et le plus jeune John fut remplacé par son fils Lewknor. Il mourut en novembre 1587 et son fils Lewknor mourut le mois suivant, laissant comme héritier son frère John. John a été créé baronnet en 1619. Le manoir est resté aux Mill jusqu'à la mort du dernier baronnet en 1835.
Le site du manoir de Colbury se trouve à environ un kilomètre et demi au nord-est du village, près d'Eling. 
La maison actuelle est moderne, aucune trace des bâtiments anciens n'a survécu.
Colbury a versé pendant des siècles une dîme à la paroisse d'Eling. 
Sa population en 1870 était de 341 habitants. 
L’église de Colbury, appelée « Christ Church », fut construite en 1870 par Benjamin Ferrey.
La paroisse civile de Colbury était l'une des paroisses créées en 1894, à partir de l'ancienne paroisse d'Eling. La paroisse de Colbury a été abolie en 1934 lorsque 4 722 acres ont été transférés à la paroisse de Denny Lodge et 750 acres à Totton and Eling. La paroisse moderne d'Ashurst et de Colbury a été créée en 1985, mais administre un plus petit territoire que  l'ancienne paroisse de Colbury.